# Francis Tattegrain

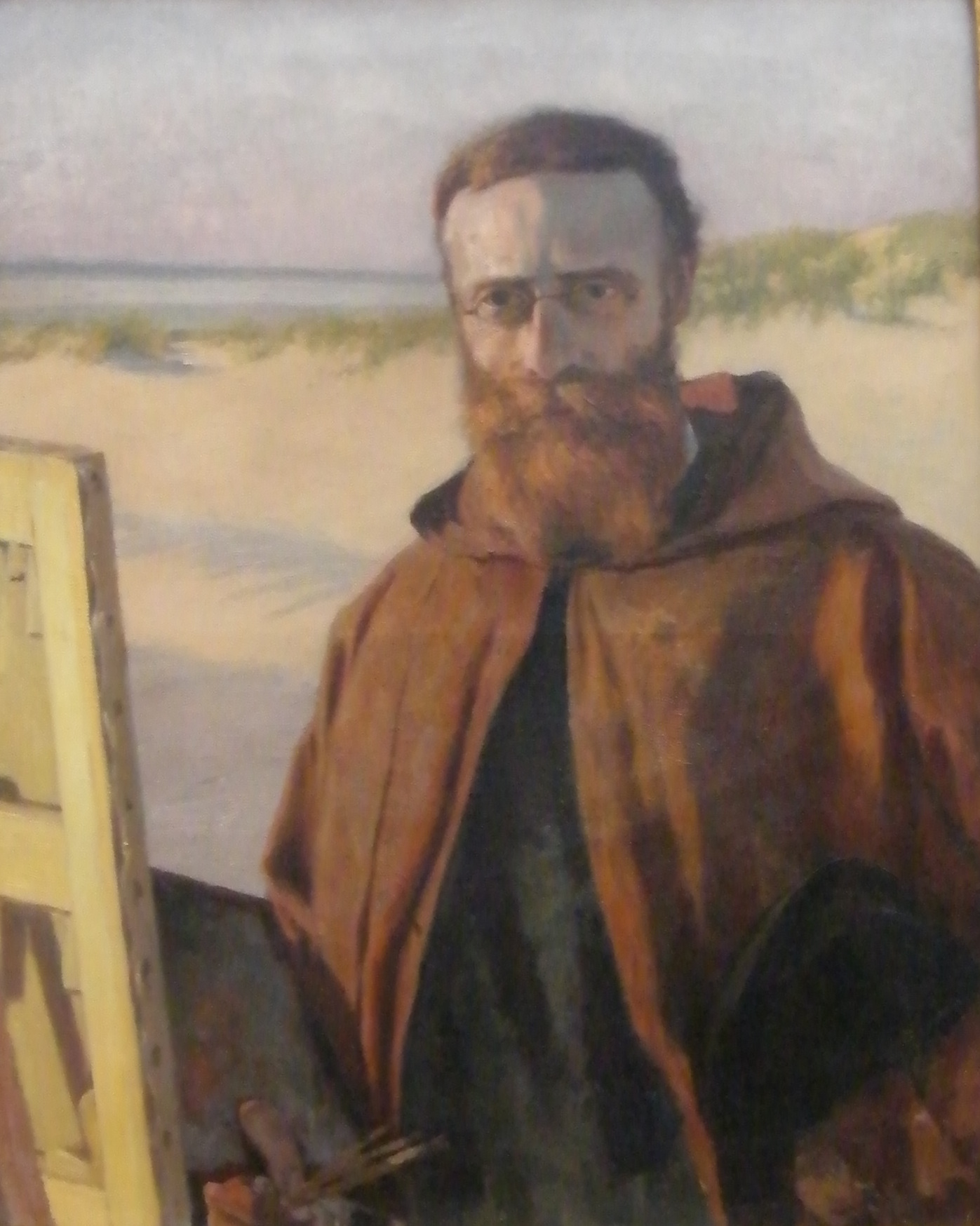
Selbstporträt des Künstlers

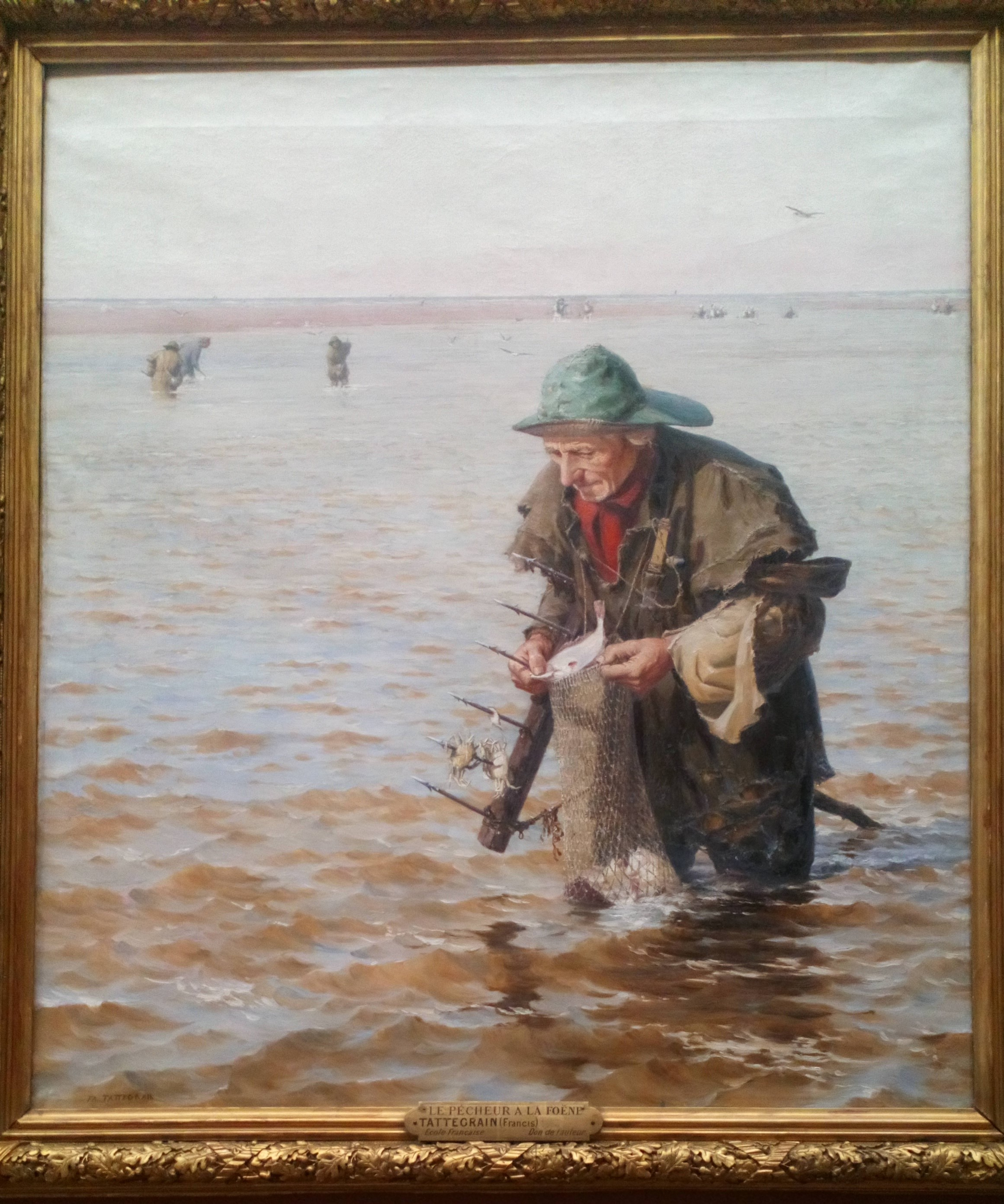
Pêcheur à la foëne dans la baie d'Authie (Fischer mit Harpune in der Bucht von Authie). Musée de Picardie

Francis Tattegrain (* 11. Oktober 1852 in Péronne; † 1. Januar 1915 in Arras) war ein französischer Maler des Realismus und wurde bekannt für seine Werke, die das Leben der Fischer an der nordfranzösischen Küste darstellten. Er war ein Hauptvertreter der École de Berck.

## Leben
Francis Tattegrain entstammte einer angesehenen Juristenfamilie. Francis Tattegrain war der dritte Sohn von Charles-Louis Tattegrain (1806–1879), Präsident des Gerichts von Amiens, und Thérèse Marie Voillemier (1819–1881). Ihr Urgroßvater war 1781 Bürgermeister von Péronne und entstammte einer der ältesten Richterfamilien der Stadt. Der junge Francis erhielt die väterliche Erlaubnis, sich der Malerei zu widmen, nur gegen das Versprechen, Jura zu studieren. Er promovierte in Jura und widmete sich danach ausschließlich der Malerei. Sein Bruder Georges Tattegrain war Bildhauer. Seine künstlerische Ausbildung erhielt er in Paris an der Académie Julian, wo er von Jules Lefebvre (1836–1911) und Gustave Boulanger (1824–1888) unterrichtet wurde.

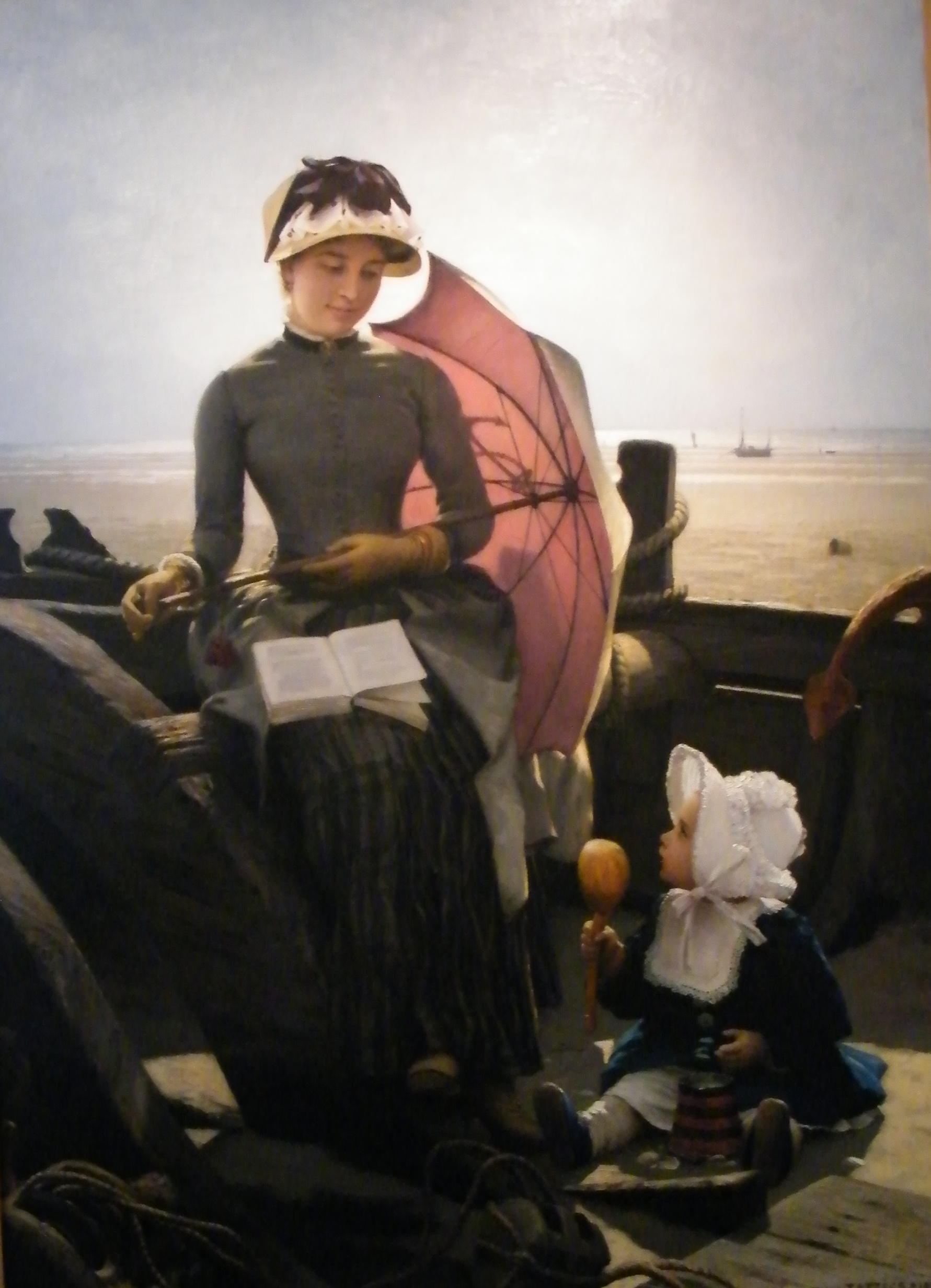
Elegante Dame am Strand mit ihrem Kind. Musée de Berck-sur-Mer

Francis Tattegrain entdeckte ab 1865 mit seinen Eltern den nordfranzösischen Küstenort Berck. Sein Vater ließ in Berck-sur-Mer ein Ferienhaus errichten. In den Küstenregionen des Ferienortes fand er die Motive für sein malerisches Werk. Die Ankunft von Ludovic-Napoléon Lepic in Berck spielt dabei eine entscheidende Rolle: „Was mich dazu brachte, mich ganz der Malerei zu widmen, war die Begegnung mit dem Grafen Lepic, der 1876 in Berck am Strand im Wind arbeitete...“

Francis Tattegrain bevorzugte die Bucht von Authie, wo er 100 Hektar Dünenland erwarb und ein Atelier baute, das es ihm ermöglichte, großformatige Bilder bei natürlichem Licht zu malen. Er arbeitete auch an der gesamten Küste der Côte d’Opale, in Audresselles und bis nach Wissant, wo er sich häufig mit seinen Freunden Virginie Demont-Breton und ihrem Mann Adrien Demont traf. Jan Lavezzari war sein Schüler.

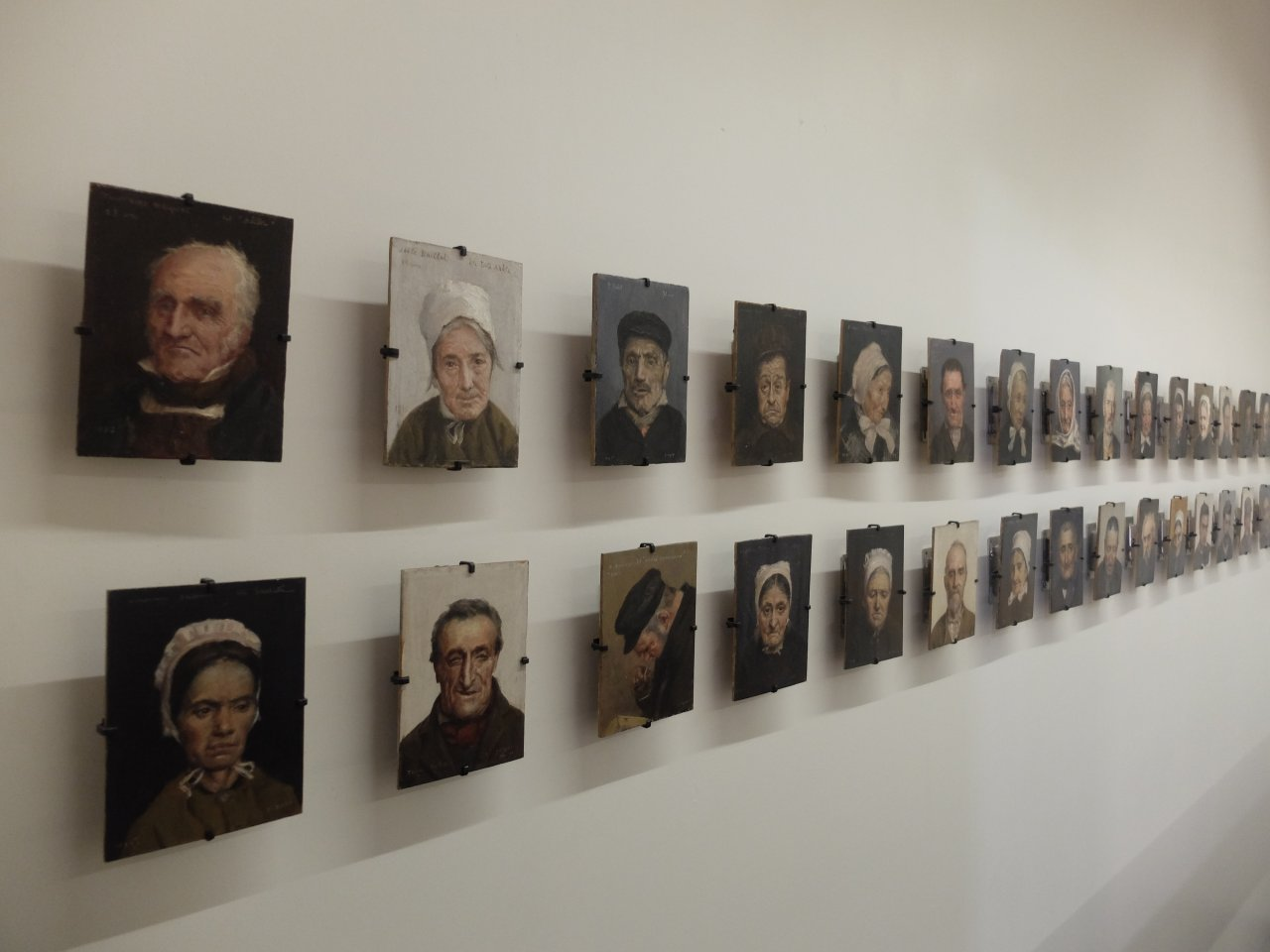
Porträts von Seeleuten gemalt im Asile Maritime. Musée d'Opale-Sud – Berck-sur-Mer

Sein Engagement für das lokale Leben (er spielte eine zentrale Rolle bei der Gründung und Leitung des Asile Maritime, einer philanthropischen Einrichtung für mittellose alte Seeleute) und seine persönlichen Erfahrungen mit Fischern, die er auf See gesammelt hatte, machten ihn zu einem herausragenden Vertreter der École de Berck. Seeleute waren seine wichtigsten Modelle, und die Sammlung von Porträts der Insassen des Asile Maritime, die er zwischen 1891 und 1914 anlegte, ist in Frankreich einzigartig. Er beschriftete jedes Gemälde mit dem Namen des oder der Porträtierten, dem jeweiligen Lebensjahr und dem Jahr, in dem das Bild gemalt wurde. Manchmal hat er die jeweiligen Spitznamen ebenfalls dazu notiert.
Francis Tattegrain war seit 1883 Mitglied und wurde ab 1889 Mitglied des Vorstands der Société des Artistes Français. Er erhielt mehrere Auszeichnungen, darunter eine Medaille im Salon von 1883. Er stirbt 1915 während des Ersten Weltkriegs in Arras.
Das Musée d'Opale Sud in Berck organisierte 2007 eine Ausstellung mit Werken des Malers, nachdem die Familie Tattegrain dem Museum mehr als hundert Gemälde und mehrere hundert Zeichnungen vermacht hatte. Marguerite Tattegrain (1913–2008) vermachte dem Museum 650 Zeichnungen, Drucke, Gemälde, Fotografien und einen Teil der Korrespondenz ihres Großvaters.

## Ausstellungen
2007: Musée d'Opale Sud in Berck, Pas-de-Calais: Francis Tattegrain. Retrospektive Ausstellung mit 181 Werken und Studien, begleitet von einem Katalog von Claire Montaigne.
2011: Peintres et sculpteurs de la Haute Somme au XIXe siècle (Maler und Bildhauer der Haute Somme im 19. Jahrhundert). Ausstellung im September 2011 in Péronne, Musée Alfred-Danicourt.
2011: Francis Tattegrain, im Musée d'Opale Sud in Berck.

## Porträtgalerie Asile Maritime

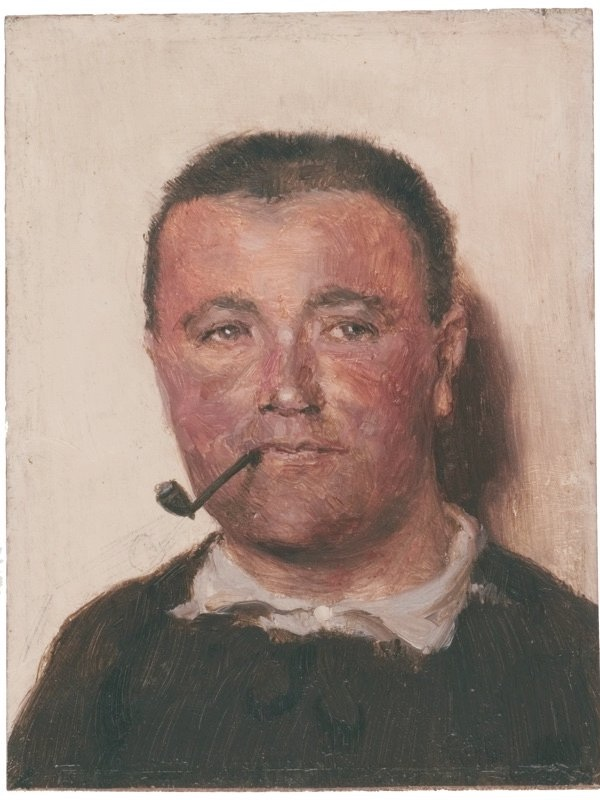
Nicht bezeichnet, nicht signiert
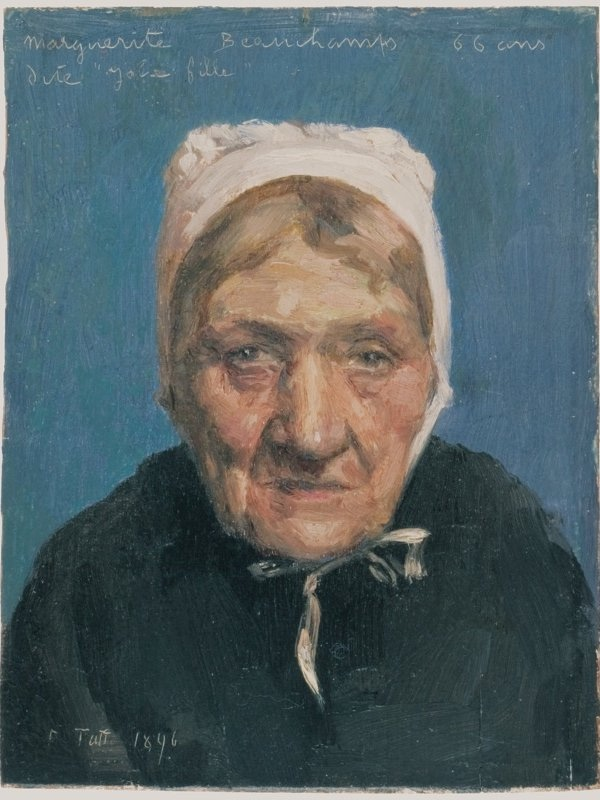
Marguerite Beauchamps 66 ans dite "jolie fille" (1896)
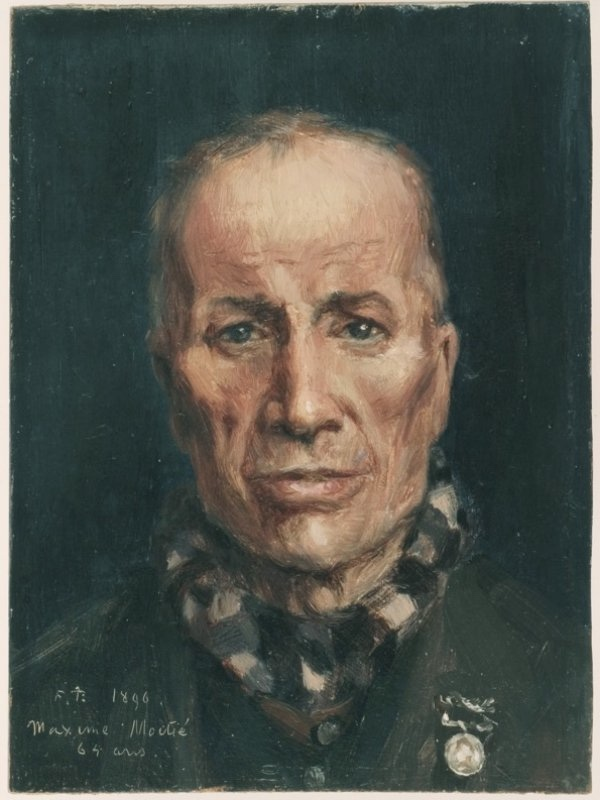
Maxime Moulié 64 ans (1896)
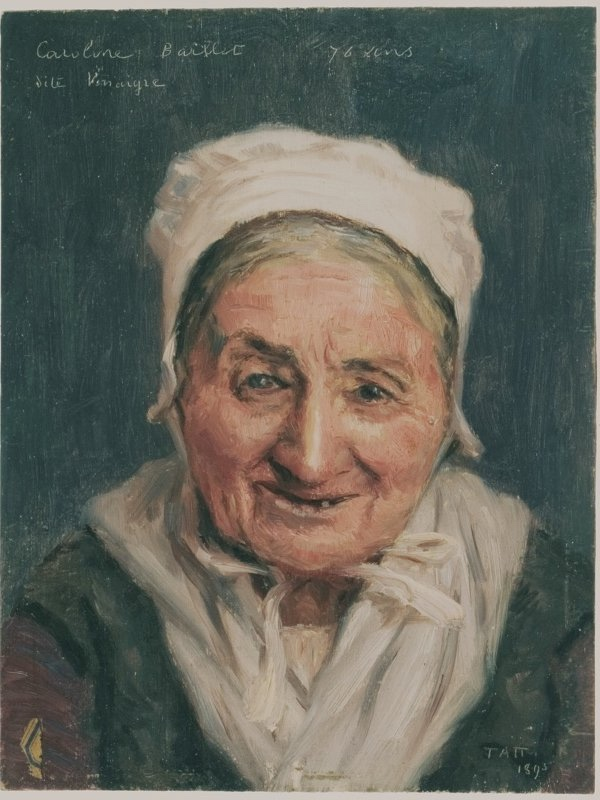
Caroline Beillet 76 ans dite Vinaigre (1893)
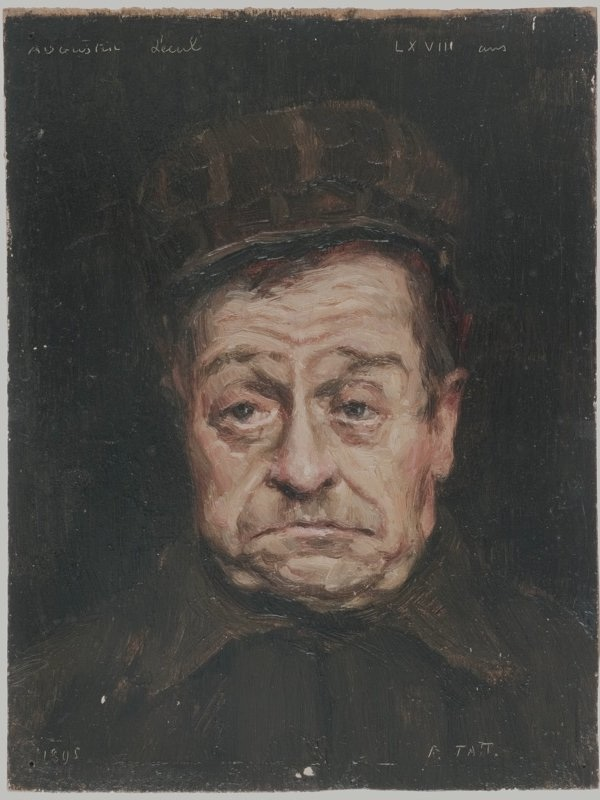
Augustin Lecul LVXVIII ans (1895)
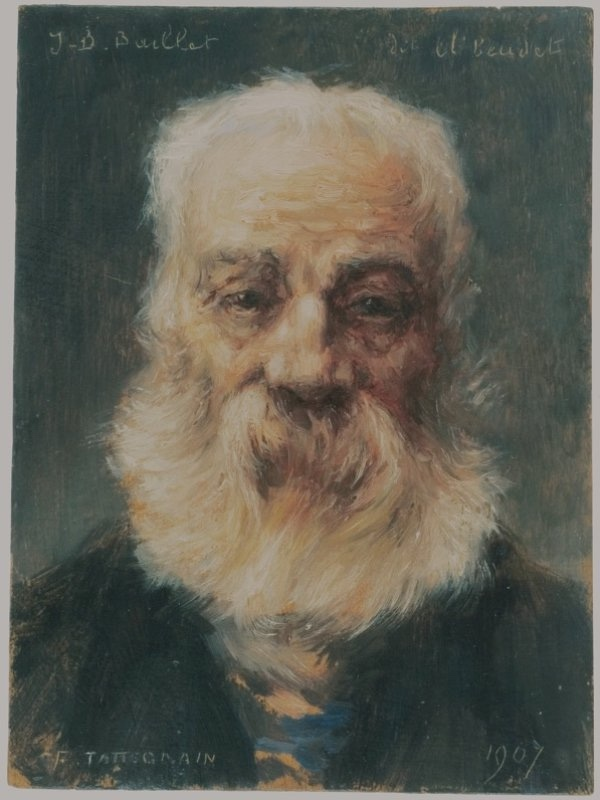
J-D Baillet (1907)
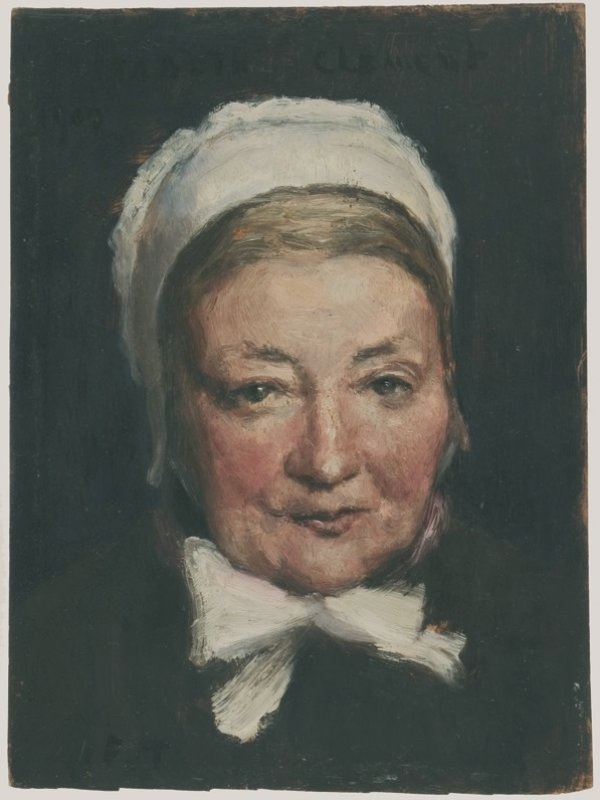
Elisabeth Clement (1903)
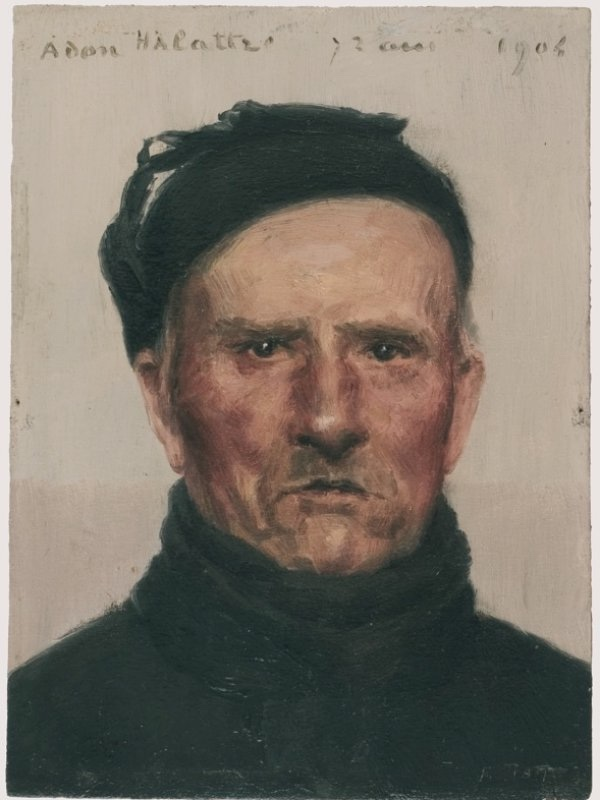
Adon Halattre 72 ans (1904)
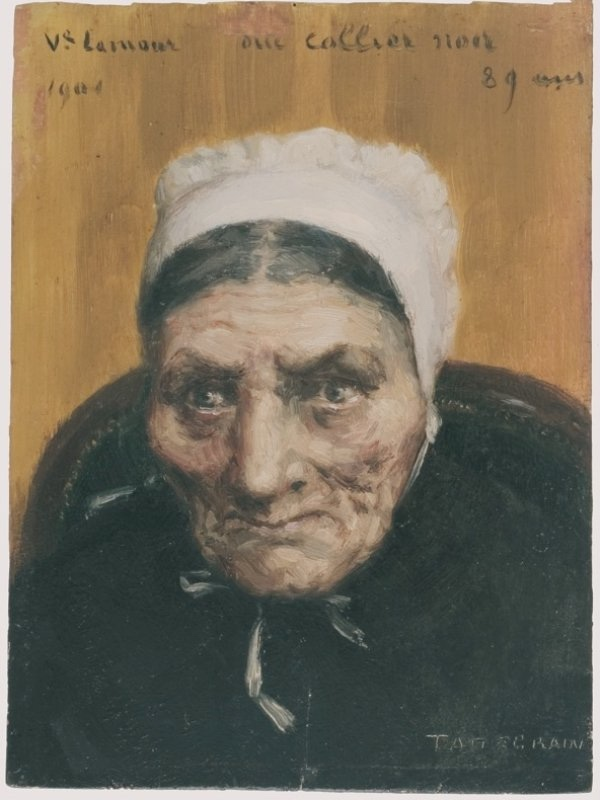
Ve. Lamour au collier noir 89 ans (1901)
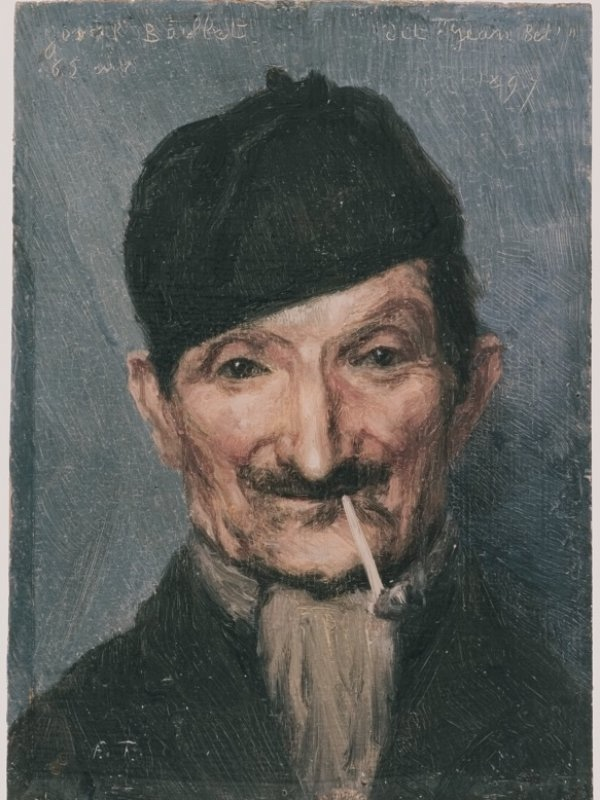
Joseph Baillet 65 ans dit "Jean Bet" (1897)